# Двенадцать агентов Ябеды-Корябеды
«Двена́дцать аге́нтов Я́беды-Коря́беды» — детская «детективно-загадочная история» писателя, художника и иллюстратора Александра Семёнова, которая издавалась в журнале «Мурзилка» с № 9 за 1977 год по № 12 за 1978 год (14 выпусков); вторая часть издавалась в том же журнале № 6—9, 11,12 в 1981 году (6 выпусков).
В 1983 году в журнале «Мурзилка» печаталась третья часть «детективно-загадочной истории» — «Агенты Катавасии» (№ 1—11).

## Сюжет
Злая волшебница Ябеда-Корябеда (в третьей части взявшая псевдоним Катавасия) хочет, чтобы из всех детей выросли вруны, хулиганы, хвастуны и жадины. Для этого она засылает в школу своих агентов, придав им наружность мальчиков и девочек. Агенты начинают свою «хулиганско-диверсионную работу», но Мурзилка, используя свои аналитические способности, с помощью своих друзей нейтрализует всех агентов.
Сюжет подражает популярным в то время произведениям в жанре шпионского детектива о борьбе с западными резидентами.

### Первые двенадцать агентов
1. Жадина. 2. Говядина. 3. Солёный. 4. Барабан. 5. Эники. 6. Бэники. 7. Дора-1. 8. Дора-2. 9. Помидора. 10. Коготь. 11. Локоть. 12. Кулак.

### Вторые двенадцать агентов
1. Трень. 2. Брень. 3. Таратора. 4. Тыр. 5. Пыр. 6. Пётр Петрович. 7. Папье-Маше. 8. Цыц. 9. Брысь. 10. Кыш. 11. Локоть (из прежнего состава). 12. Солёный-2.

## Перечень историй первой части
- № 9/1977 Ночной десант. Загадка разбитого стекла.
- № 12/1977 Мурзилка идёт по следу. Роковые пряталки.
- № 1/1978 Шифровка. Операция «Игрушка». Следы идут в «Рогалики».
- № 2/1978 Коробка спичек. Операция «Фейерверк». Погоня.
- № 3/1978 Шифрограмма. Агенты действуют. «47-й с половиной километр». В западне.
- № 4/1978 Тёмная личность. Больная мамочка.
- № 5/1978 Козни Барабана. Вверх Тормашками! Потрясение Барабана.
- № 6/1978 События в «Касаточке». Серый и Белый.
- № 7/1978 Дора, Дора, Помидора. Схватка у Тормашек.
- № 8/1978 «Туристы». Ночное нападение. Лицом к лицу.
- № 9/1978 Приговор приводится в исполнение. Костя Когтев.
- № 10/1978 Дело о кларнете и кораллах. Испытание.
- № 11/1978 На рассвете. Доктор на трубе. Осечка.
- № 12/1978 «С новым ходом!». В ловушке. Превратности карнавала. Послесловие.

## Перечень историй второй части
- № 6/1981 Чрезвычайное заседание. цирковые номера.
- № 7/1981 Синие «Жигули». Восемь дыр.
- № 8/1981 Коварная западня.
- № 9/1981 Песни и пляски.
- № 11/1981 Лошадь с неба. Магнитный купол.
- № 12/1981 Резиновое солнце.

## Перечень историй третьей части
- № 1/1983 «Третий „а“ попадает в карман: Душа поёт синицей».
- № 2/1983 «Третий „а“ попадает в карман — 2»: Шквал и буран. Держи карман шире.
- № 3/1983 «Третий „а“ попадает в карман — 3»: Тайны природы. Совещание на Перевыколпаковской.
- № 4/1983 «Третий „а“ попадает в карман — 4»: Отделывание «под орех».
- № 5/1983 «Третий „а“ попадает в карман — 5»: Дураков у нас нет.
- № 6/1983 «Торба с сюрпризом»: Катилася торба… Торба продолжает катиться…
- № 7/1983 «Кукиши и кукушки»: незнакомец из Кукундии.
- № 8/1983 «Явление Степана Присядкина»: Симпатичный комбинезончик.
- № 9/1983 «Чемпион по пряткам»: Обознатушки — перепрятушки.
- № 10/1983 «Икота идёт на Федота»: Икотонепробиваемая рубашка.
- № 11/1983 «Утюги и шарики»: Шарик улетел.

## Особенности историй
Все истории снабжены красочными иллюстрациями, выполненными самим автором.
По ходу повествования Мурзилка, анализируя обстановку, догадывается о кознях агентов, при этом читателям предлагается самим объяснить догадки Мурзилки, обычно разгадав загадку на предлагаемом рисунке, тем самым читатель сам интерактивно участвует в сюжете, развивая логическое мышление (впрочем, в конце каждой главы публиковались «Ответы, в которые не спеши заглядывать»). В этом плане произведение Семёнова следует традиции, начатой детективными комиксами из французского журнала Pif (о детективе Людовике, о лисёнке Мюзо и медвежонке Пласиде, о псе Пифе), которые печатались в журнале «Наука и жизнь». Сюжет историй и имена многих участников связаны с русскими поговорками, присказками, скороговорками и детским фольклором, текст зачастую пародирует литературные штампы.

## Популярность среди читателей
Данные истории были очень популярны среди школьников СССР 1970—1980-х годов. Так, по результатам проведённого в 1988 году журналом «Детская литература» опроса среди библиотекарей «Ябеда-Корябеда и её проделки», вышедшая отдельным изданием в 1983 году, набрала четыре голоса среди наиболее спрашиваемых новинок детской литературы. Вопрос редакции был сформулирован следующим образом: «Назовите, пожалуйста, 10 книг — новинок художественной литературы, наиболее популярных у младших школьников в последние 2—3 года». Максимум — шестнадцать голосов, то есть все присланные анкеты, — набрали книги Кира Булычёва.

## Отдельные издания
В 1979 году в журнале «Мурзилка» печатались истории о приключениях Мурзилки и племянника Ябеды-Корябеды Шиворот-Навыворот: «научно-фантастические сны» (издана в виде книги в 2013 году) «Туда и обратно».
Впоследствии истории были изданы отдельной книгой, в истории были внесены некоторые изменения.
В 1993 году издаётся ещё одна книга о приключениях Мурзилки и Ябеды-Корябеды — «Ябеда-Корябеда, её проделки и каверзы», при этом первая часть («Ябеда-Корябеда и её проделки») — переиздание журнальных публикаций с некоторыми изменениями (был несколько изменён сюжет и некоторые персонажи), а вторая («Ябеда-Корябеда и её каверзы») до этого не публиковалась.
В 2015 году вышла новая книга о приключениях Ябеды-Корябеды и её лазутчиках «Спортивная котлета Ябеды-Корябеды».

## Упоминание в книгах
В книге Евгения Гришковца «Год ЖЖизни» есть упоминание о данном произведении:
… это был опубликованный в журнале «Мурзилка» комикс «12 агентов Ябеды-Корябеды» … Через день Саша вспомнил и восстановил имена всех двенадцати агентов. Это был потрясающий комикс, каждого следующего журнала мы ждали как чуда. Те, кому приблизительно лет, сколько мне, должны его помнить. Это было воистину культовое произведение.

## Произведения с похожим сюжетом
- Повесть Льва Давыдычева «Руки вверх! или Враг № 1» (1969) и снятый на её основе детский приключенческий фильм «Руки вверх!» (1981).